# Силва, Жилберто
Жилбе́рто Апареси́ду да Си́лва (порт.-браз. Gilberto Aparecido da Silva; 7 октября 1976, Лагоа-да-Прата, Минас-Жерайс, Бразилия), более известный как Жилбе́рто Си́лва (порт. Gilberto Silva) — бразильский футболист, опорный полузащитник, экс-игрок национальной сборной Бразилии. Чемпион мира 2002 года, обладатель Кубков конфедераций 2005 и 2009 года и Кубка Америки 2007 года.

## Ранние годы
Будучи ребёнком, Жилберту жил в городе Лагоа-да-Прата с отцом-кузнецом и матерью-домохозяйкой. У Жилберту было три сестры. Его семья жила в маленьком доме, который построил его отец, в районе Усина Лусиания. Несмотря на финансовые трудности, из-за которых все дети жили в одной комнате, у будущего футболиста было относительно беззаботное детство. Так, он писал, что в его жизни не было никакой ответственности, он играл в футбол на улице с родственниками и друзьями, и они никогда не сталкивались с наркотиками или насилием.
В 1988 году в возрасте 12 лет он получил шанс вырваться из нищеты и заняться футболом, присоединившись к молодёжной команде «Америка Минейро». Именно за годы в «Америка Минейро» Жилберту научили оборонительной дисциплине, он играл на позиции центрального защитника. В свободное от футбола время Жилберту учился у отца навыкам мебельщика, которые пригодились ему в последующие годы. В 1991 году отец Жилберту вышел на пенсию, 15-летнему сыну пришлось обеспечивать деньгами всю свою семью, задача осложнилась плохим состоянием здоровья его матери.
Мы были бедной семьёй, и нам пришлось немало трудиться. Вот почему, когда я был ещё мальчиком, мне пришлось устроиться чернорабочим и ещё работать на заводе. Но я рад, что у меня было трудное начало. Это заставляет меня быть солидарным с людьми, которым не так повезло.
Из-за низкой заработной платы в «Америка Минейро» он был вынужден бросить футбол и искать работу, ему пришлось побывать чернорабочим, плотником и работником кондитерской фабрики. Это, как ему казалось, был конец его детской мечты. Будучи заводским рабочим, Жилберту заработал около £ 50 в месяц, по курсу 2002 года. После трёх лет работы на фабрике 18-летний Жилберту решил снова попытать счастья в футболе, поступив в местную молодёжную академию. Его пребывание в академии продолжалось недолго в связи с обострением ситуации в семье — здоровье его матери ухудшилось. Вскоре он вернулся к работе на кондитерской фабрике с небольшой надеждой на возобновление своей футбольной карьеры.

## Клубная карьера

### Начало карьеры в Бразилии
В 1997 году друзья Жилберту убедили его предпринять очередную попытку вернуться в футбол. В результате 1 июня 1997 года он повторно подписал контракт с «Америка Минейро», на этот раз, чтобы играть в основной команде. В возрасте 22 лет Жилберту играл на позиции центрального защитника за первую команду. Во время своего первого сезона с «Америка Минейро» он считался одним из ключевых игроков в клубе, несмотря на то, что подвергался критике со стороны некоторых болельщиков за непостоянство. Он помог команде выиграть Серию B, и, следовательно, получить повышение в Серию А.
По итогам сезона 1998 года команда вернулась в Серию B, в третьем сезоне Жилберту с «Америка Минейро» он сыграл 20 матчей и забил один гол, а также помог клубу финишировать на втором месте в Лиге Минейро. В 2000 году в возрасте 24 лет он присоединился к сопернику «Америки», «Атлетико Минейро». В следующем сезоне Жилберту по инициативе тренера, Карлоса Альберто Паррейры, переместился с центра обороны в полузащиту, где показывал лучшие результаты. Он забил три гола в сезоне 2001 года и стал открытием для «Атлетико Минейро».

### «Арсенал»
После чемпионата мира 2002 года Жилберту привлёк внимание двух клубов английской Премьер-лиги («Астон Виллы» и «Арсенала»), которые вели борьбу за подписание контракта с футболистом. В августе, ещё будучи игроком «Атлетико Минейро», Жилберту присоединился к «Арсеналу» во время предсезонного тура по Австрии, всё шло к подписанию контракта. Однако возникли трудности, когда на «Атлетико Минейро» было наложено трансферное эмбарго в связи с невыплатой заработной платы некоторым игрокам клуба, в том числе Жилберту. Был также вопрос о получении разрешения на работу в Великобритании для Жилберту. Тем не менее, 7 августа 2002 года он всё-таки присоединился к «Арсеналу» за плату в размере 4,5 млн фунтов стерлингов. После покупки Жилберту тренер «Арсенала» Арсен Венгер сказал:
То, что я любил в нём — это его склонность не усложнять себе жизнь. Он может играть по всему полю, но играет только впереди защиты — это то, что он делает лучше всего.
Привыкнув жить в небольших бразильских городах, Жилберту сначала не мог приспособиться к новому образу жизни в Лондоне. Тем не менее, на поле он освоился очень быстро. 11 августа 2002 года дебютировал за «Арсенал», выйдя на замену в матче против «Ливерпуля» во второй половине игры за Суперкубок Англии по футболу, в котором он забил победный гол. В начале 2002/03 сезона Жилберту столкнулся с жёсткой конкуренцией за место в центре поля со своим соотечественником, Эду Гаспаром. После двух выходов на замену Жилберту, наконец, 27 августа вышел в стартовом составе и помог «Арсеналу» одержать победу над «Вест Бромвич Альбион» со счётом 5:2. Хорошая форма Жилберту проявилась также в том, что он установил новый рекорд самого быстрого гола в Лиге чемпионов УЕФА, забив через 20,07 секунд после стартового свистка в ворота ПСВ 25 сентября 2002 года. Однако проблемы с его трансфером продолжались, так как ещё не все вопросы были полностью решены. В результате в ноябре 2002 года Жилберту дал команду своим адвокатам подготовить иск в суд на «Атлетико Минейро» за невыплаченную заработную плату. Во второй половине сезона 2002/03 он оставался игроком основы «Арсенала». Несмотря на потерю формы в конце сезона, завоевал медаль кубка Англии, сыграв в финале на стадионе «Миллениум», «Арсенал» с минимальным счётом выиграл у «Саутгемптона».
Сезон 2003/04 стал ещё лучшим для Жилберту, он сыграл важную роль в завоевании «Арсеналом» чемпионства, причём клуб провёл весь сезон без поражений. В течение сезона он сыграл в 32 из 38 матчей «Арсенала» в Премьер-лиге. Его следующий сезон также начался успешно, он забил первый гол в Суперкубке в ворота «Манчестер Юнайтед» на стадионе «Миллениум», «канониры» одержали победу со счётом 3:1. Во время первых игр сезона он начал испытывать сильную боль в спине, а после матча с «Болтон Уондерерс» 27 сентября 2004 года сканирование показало, что у него трещины в позвонках. Сначала сообщалось, что он выбудет из строя на месяц. Позже появились сообщения о том, что травма может вывести его из строя до конца сезона.
Доктор посоветовал Жилберту носить корсет в течение трёх месяцев, чтобы помочь заживлению повреждённой кости. Жилберту вернулся в родную Бразилию на время реабилитации. Во время своего пребывания там он сомневался, сможет ли играть в футбол, предполагая, что травма может поставить под угрозу его карьеру. Тем не менее, долгое время реабилитации окупилось, поскольку он полностью выздоровел. Он отметил своё возвращение победой со счётом 4:1 над «Норвич Сити» 22 апреля 2005 года. В течение всего сезона 2004/05 Жилберту лечился 7 месяцев и сыграл только 17 матчей. Его отсутствие в сочетании с общекомандным спадом «Арсенала» стало причиной многих дискуссий о важности Жилберту для команды, некоторые отмечали, что «Арсеналу» было весьма трудно без него. В тяжёлом сезоне 2004/05 Жилберту с «Арсеналом» занял второе место в Премьер-лиге и выиграл кубок Англии, победив в финале «Манчестер Юнайтед» в серии послематчевых пенальти.
В июне 2005 года футбольный агент Жак Лихтенштейн подал на «Атлетико Минейро» в суд по факту трансфера Жилберту в 2002 году. Адвокат Лихтенштейна утверждал, что агент и его неофициальный партнёр, Ронни Розенталь, никогда не получали якобы оговоренные 10 % комиссионных от трансфера, что было в случае с Жилберту в июле 2002 года. Арсен Венгер и вице-президент «Арсенала», Дэвид Дейн, дали показания в суде, заявив, что «Арсенал» имел дело непосредственно с «Атлетико Минейро» и что ни один агент не был вовлечён в сделку. Дело вёл судья Раймонд Джек, который 29 июня вынес решение не в пользу Лихтенштейна и постановил заплатить «Атлетико Минейро» £ 94000 судебных издержек. Год спустя дело снова могло принести проблемы «Арсеналу», когда бывший игрок команды, Эшли Коул, раскритиковал клуб за «лицемерие и двойные стандарты» ради заполучения Жилберту.

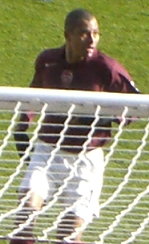
Жилберту защищает угол ворот (апрель 2006)

Когда начался сезон 2005/06, юридические вопросы были решены. После ухода капитана команды, полузащитника Патрика Виейры, в команде возрос авторитет Жилберту. Через пару месяцев в сентябре 2005 года желание Жилберту продолжить свою карьеру в клубе привело к продлению контракта с «Арсеналом» до июня 2009 года. Через месяц, 18 октября 2005 года, Жилберту впервые появился на поле с капитанской повязкой в матче против «Спарта Прага». Хотя у Жилберту был период плохой игры в течение зимних месяцев сезона, его хорошие оборонительные качества во время финальных стадий Лиги чемпионов (в частности, игр против мадридского «Реала», «Ювентуса» и «Вильярреала») принесли ему похвалы. 17 мая 2006 года Жилберту сыграл за «Арсенал» в финале Лиги чемпионов против «Барселоны», которая обыграла «канониров» со счётом 2:1.
После ухода из клуба защитника Сола Кэмпбелла и нападающего Денниса Бергкампа (последний завершил карьеру) летом 2006 года Жилберту стал вице-капитаном «Арсенала» на сезон 2006/07. Он хорошо подготовился к сезону, забив первый гол на голландском стадионе АФАС в предсезонном товарищеском матче против АЗ. Затем он забил первый гол «Арсенала» в чемпионате на «Эмирейтс», матч завершился вничью 1:1 с «Астон Виллой». «Арсенал» продолжал демонстрировать хорошие результаты, а Жилберту забил несколько голов, а также качественно исполнял обязанности капитана, в то время как Тьерри Анри был травмирован. Жилберту и его агент (Пауло Вильяна) подтвердили нежелание игрока разрывать контракт с «канонирами». Между тем хорошая форма Жилберту сохранялась до второй половины сезона. Хотя «Арсеналу» удалось занять только четвёртое место в лиге, он закончил сезон лучшим бомбардиром клуба после Ван Перси с 10 голами в Премьер-лиге. Объяснением его необычно высокой результативности является тот факт, что Анри дважды был травмирован, при этом Жилберту на правах капитана стал исполнять пенальти. Результативность Жилберту в сочетании с его индивидуальной хорошей игрой в центре поля и помощью молодым игрокам команды заставила некоторых фанатов «Арсенала» и футбольных экспертов считать Жилберту лучшим игроком клуба и одним из лучших в Премьер-лиге того сезона.
Начало сезона 2007/08 ознаменовалось уходом капитана «Арсенала», Тьерри Анри, который присоединился к «Барселоне». Этот факт в сочетании с тем, что Жилберту был вице-капитаном «Арсенала» в сезоне 2006/07, заставил многих людей предполагать: он станет новым капитаном. Однако, к удивлению Жилберту, капитанскую повязку отдали Вильяму Галласу. После возвращения на предсезонную подготовку «Арсенала» с опозданием в связи с участием в Кубке Америки Жилберту пропустил начало сезона и в итоге потерял место в первой команде из-за прихода молодого полузащитника Матье Фламини. Это усилило слухи относительно переезда Жилберту в Италию, так как он был недоволен, находясь на скамейке запасных в «Арсенале». Тем не менее, сообщения, что клуб больше не рассчитывает на Жилберту, были опровергнуты Венгером, который настаивал на том, что Жилберту останется в «Арсенале» бороться за своё место в составе. Несмотря на это, в октябре 2007 года в прессе появились слухи, что Жилберту был зол на Венгера за просьбу сыграть в обороне в матче Кубка Лиги против «Шеффилд Юнайтед», футболист отказался исполнять указание тренера. Жилберту закончил игру в центре поля, к тому же они с Венгером отрицали слухи о разногласиях друг с другом. Жилберту впоследствии отметил, что в то время он не был счастлив сидеть в замене, он остался бороться за своё место в клубе. Также в октябре Жилберту уступил капитанскую повязку в сборной в пользу Лусио, который восстановился после травмы.

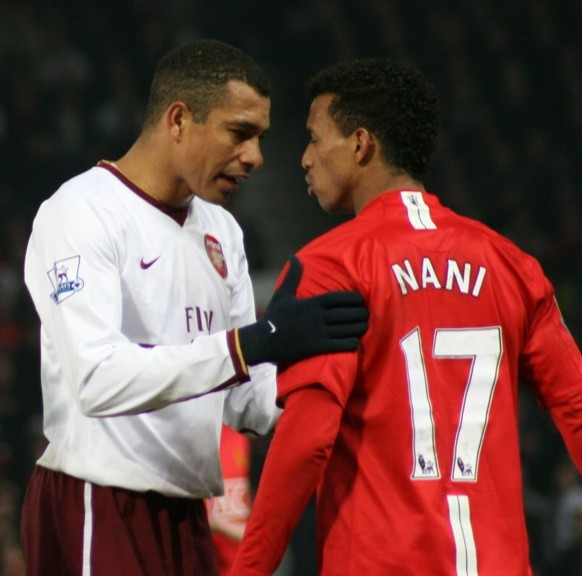
Жилберту спорит с Нани

В зимние месяцы сезона 2007/08 Жилберту мало играл за «канониров», хотя удержал своё место в сборной Бразилии, сыграв несколько матчей за «Селесао». Позднее, разочаровываясь всё больше и больше в связи с отсутствием регулярной игровой практики, Жилберту признался в феврале 2008 года, что Венгер заставил его чувствовать себя «совершенно бесполезным». Несмотря на это, он отказался принять конкретное решение о своём будущем; это побудило Венгера на переговоры с Жилберту. Не играя за «Арсенал», он сосредоточился на том, чтобы попасть в олимпийскую сборную Бразилии на игры Пекине в августе 2008 года, но на турнире он так и не сыграл. Жилберту, как сообщалось, прошёл тест для получения гражданства Великобритании и впоследствии должен был получить британский паспорт. В апреле положение Жилберту изменилось к лучшему, он сыграл 5 матчей — значительную часть от общего количества игр за сезон (12) — и сумел забить гол. Мяч был забит в игре с «Редингом» 19 апреля, хотя его поначалу и засчитали как автогол, Комитет Премьер-лиги по сомнительным голам в конечном счёте засчитал гол Жилберту. Однако возвращение Жилберту в сезоне 2007/08 не помогло «Арсеналу» завоевать какой-либо трофей. Клуб впоследствии столкнулся с вероятностью ухода нескольких игроков; среди тех, кто, по слухам, должен был покинуть команду, был Фламини — игрок, который вытеснил Жилберту из первой команды. Француз в итоге 6 мая перешёл в «Милан», и в полузащите «Арсенала» осталась свободная позиция. Вероятность, что Жилберту покинет клуб летом 2008 года, как результат, упала, и Венгер отметил, что хотел бы сохранить Жилберту в клубе. Игрок заявил, что хочет остаться и, возможно, даже продлить свой контракт с «Арсеналом». Жилберту закончил сезон 2007/08 с 36 матчами за «Арсенал», правда, только 12 он начал с первых минут.

### «Панатинаикос»
После летних международных игр за Бразилию Жилберту был серьёзно настроен перейти в греческий «Панатинаикос». Контракт был заключён, когда Жилберту обговорил все условия с афинской стороной 17 июля 2008 года, сумма трансфера не была названа. Во время своего первого сезона в клубе Жилберту помог команде достичь 1/8 финала Лиги чемпионов, где клуб с общим счётом 3:2 уступил «Вильярреалу». Ему удалось выиграть чемпионат и кубок Греции 2009/10 с «Панатинаикосом», будучи основным опорным полузащитником, он сыграл много хороших матчей. В заключительной домашней игре Жилберту за «Панатинаикос» 23 мая 2011 года он забил победный гол в ворота ПАОКа в греческом плей-офф за место в Лиге чемпионов, гол Жилберту был единственным в матче. Два дня спустя он сыграл свой последний матч за клуб, «Панатинаикос» победил со счётом 2:0 АЕК.

### Возвращение в Бразилию
23 мая 2011 года Жилберту закончил свою 9-летнюю карьеру в Европе, подписав 18-месячный контракт с бразильским «Гремио» из Порту-Алегри.
В прошлом Жилберту намекнул, что он может в один прекрасный день вернуться в Бразилию, дабы играть за «Атлетико Минейро».
10 ноября 2012 года было подтверждено, что желание Жилберту исполнится, он подписал предварительный контракт с «Атлетико».
9 декабря 2012 года болельщики «Атлетико Минейро» приветствовали Жилберту в аэропорту «Танкреду Невес», он вернулся в Белу-Оризонти через 11 лет после отъезда. Жилберту по возвращении говорил о желании победить в Кубке Либертадорес 2013 года. Он достиг этой цели, победив с «Атлетико» в финале 24 июля 2013 года «Олимпию» из Парагвая в серии пенальти.
28 июля 2013 года в матче против «Крузейро» Жилберту получил ушиб мениска на правом колене, через неделю после травмы игрока прооперировали. В декабре 2013 года Жилберту поехал с «Атлетико Минейро» на клубный чемпионат мира по футболу, однако так и не сыграл на турнире. В январе 2014 года контракт с игроком продлён не был, и Жилберту Силва остался без клуба, в итоге он принял решение завершить карьеру.

## Международная карьера
В октябре 2001 года хорошие навыки Жилберту были замечены тренером сборной Бразилии, Луисом Фелипе Сколари, который вызвал его на матчи квалификации чемпионата мира 2002. Он дебютировал в игре против Чили 7 октября, выйдя на замену. 7 ноября впервые вышел в стартовом составе национальной команды в матче против Боливии. Его международная карьера продолжала процветать в начале 2002 года: он сделал дубль в игре против Боливии и забил гол Исландии. В 2002 году он был неожиданно включён в состав сборной Бразилии на ЧМ-2002 в Южной Корее и Японии. На турнире он должен был сыграть роль резервиста. Тем не менее, опорный полузащитник и капитан сборной Бразилии, Эмерсон Феррейра, незадолго до первой игры чемпионата мира на тренировке получил травму. В свете такой неудачи тренер Сколари призвал Жилберту заполнить пробел в полузащите. Жилберту полностью сыграл все матчи мундиаля, который Бразилия выиграла. По словам журнала «Veja», Жилберту «сохранил пианино для Роналдо и Ривалдо, которые играли на нём свои мелодии». Время от времени он помогал атакующим действиям, создав в полуфинале голевой момент для Роналдо, который вывел Бразилию в финал. Хорошая игра Жилберту на турнире привела к тому, что его стали называть одним из лучших опорных полузащитников в мире.
22 июня 2005 года Жилберту сыграл за Бразилию против Японии, матч завершился вничью 1:1, это была его единственная игра на Кубке конфедераций 2005 года. Его отсутствие в основном составе объяснялось недостатком у него игровой практики в «Арсенале» в течение сезона и, таким образом, спадом формы. Появление Жилберту на турнире принесло ему большие призовые, так как Бразилия выиграла Кубок конфедераций. Вернув свою хорошую форму в Лиге чемпионов, Жилберту был вызван в сборную Бразилии на ЧМ-2006. Жилберту вышел на замену в двух играх и дважды играл со стартовых минут из-за очередной травмы Эмерсона. Бразилия с минимальным счётом проиграла Франции в четвертьфинале. После неудачного для Бразилии чемпионата мира полузащитник Жуниньо Пернамбукано призвал старших игроков «Селесао» (в том числе Жилберту) уйти со сборной. Однако тренером сборной был назначен кумир детства Жилберту, Дунга, и футболист решил не следовать совету Жуниньо, а продолжить свою международную карьеру.
1 июня 2007 года Жилберту как капитан вывел Бразилию на игру против Англии — первый официальный международный матч на новом стадионе «Уэмбли». Жилберту забил головой после 20 минут игры, но гол не был засчитан, тем не менее, он принял участие в единственном взятии ворот соперников, игра закончилась вничью 1:1. Летом 2007 года Жилберту играл в Кубке Америки, в котором он был назначен капитаном Бразилии в отсутствие Лусио. Бразильцы в финале обыграли Аргентину со счётом 3:0, хотя Жилберту пропустил финальный матч из-за дисквалификации. После окончания сезона 2007/08 в Премьер-лиге Жилберту был призван в сборную Бразилии на отборочный турнир чемпионата мира 2010, а также на летний тур по США.

## Стиль игры

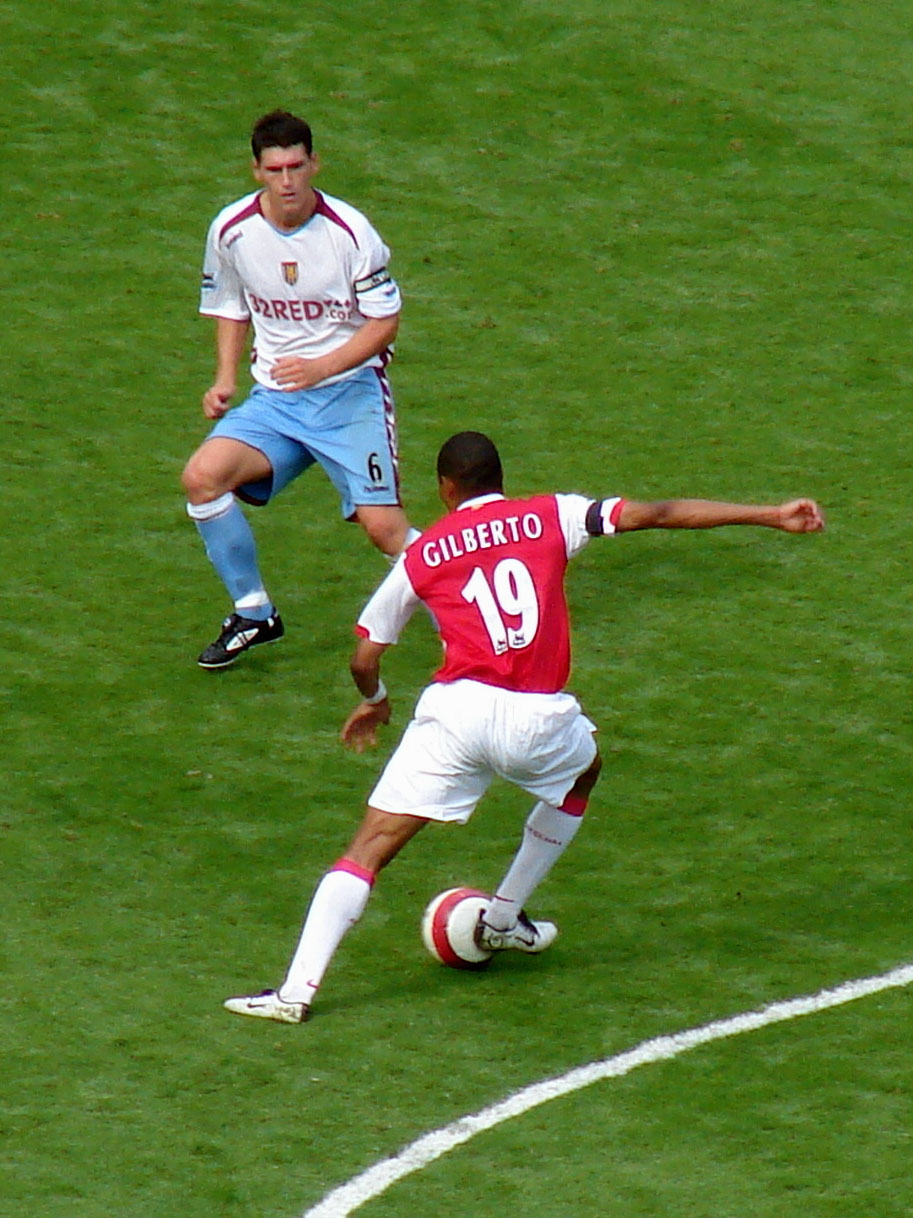
Жилберту (справа) играет против бывшего капитана «Астон Виллы», Гарета Барри

Жилберту в Бразилии называют «невидимой стеной». Его игра часто остаётся незамеченной, так как он занимает позицию между двумя центральными защитниками и остальной полузащитой, разрушая атаки соперников, прежде чем они набирают скорость. В этом амплуа он был частью оборонительной линии как клуба, так и сборной. Так как и Бразилия, и «Арсенал» играют в атакующий футбол, он страховал боковых и фланговых полузащитников, которым не свойственно оттягиваться, чтобы помочь обороне. Во время игры Жилберту иногда опускается в центр обороны, чтобы подстраховать центральных защитников, как правило, в Бразилии это был Лусио, а в «Арсенале» — Коло Туре, оба известны своей манерой подключаться к атакам. Стиль защиты Жилберту является отличным от игры других полузащитников; тогда как некоторые полузащитники, например, Робби Сэвидж и Рой Кин были очень сильны в противоборствах, Жилберту в оборонительных действиях более пассивен. Вместо того, чтобы встречать игрока, он чаще держится на расстоянии, и тем самым вытесняет его обратно. В результате он необычайно редко как для опорного полузащитника получает карточки: он дважды достигал отметки более 45 игр без предупреждений во время его карьеры в «Арсенале».
Жилберту хорошо помогает защищаться против оппонентов, которые играют через длинные пасы, потому что он часто атакует персонально нападающего соперника. Он перехватывает верховые передачи и таким образом заставляет команду-соперника играть через центр поля, к чему некоторые клубы не приспособлены.
Несмотря на высокую точность паса Жилберту, его передачи в прошлом характеризовались как непостоянные. Возможным объяснением этого является малая дальность паса Жилберту. Он чаще отдавал мяч в полузащиту игроками, находящимися близко к нему, таким как Сеск Фабрегас, отсюда высокая точность паса. Эти ближние пасы часто остаются незамеченными, в то время как относительно редкий дальний неточный пас часто подвергается критике, хотя этого и не достаточно, чтобы значительно снизить его общий показатель точных пасов.
Согласно данным «ProZone» (система анализа данных, используемая футбольными менеджерами), которые привела «The Sunday Times» в январе 2007 года, Жилберту вместе с Полом Скоулзом из «Манчестер Юнайтед» и Фрэнком Лэмпардом из «Челси», один из немногих полузащитников в Англии, добившихся результативности «элитного уровня Лиги чемпионов».

## Статистика
| Клуб             | Сезон   | Серия A          | Серия A          | Серия A          | Кубок Бразилии | Кубок Бразилии | Лига Гаушу        | Лига Гаушу        | Америка | Америка | Другое | Другое | Всего | Всего |
| Клуб             | Сезон   | Игр              | Голов            | Передач          | Игр            | Голов          | Игр               | Голов             | Игр     | Голов   | Игр    | Голов  | Игр   | Голов |
| ---------------- | ------- | ---------------- | ---------------- | ---------------- | -------------- | -------------- | ----------------- | ----------------- | ------- | ------- | ------ | ------ | ----- | ----- |
| Гремио           | 2012    | 26               | 0                | —                | 8              | 0              | 15                | 1                 | 3       | 0       | —      | —      | 52    | 1     |
| Гремио           | 2011    | 21               | 1                | —                | —              | —              | —                 | —                 | —       | —       | —      | —      | 21    | 1     |
| Гремио           | Всего   | 47               | 1                | —                | 8              | 0              | 15                | 1                 | 3       | 0       | —      | —      | 73    | 2     |
| Клуб             | Сезон   | Суперлига Греции | Суперлига Греции | Суперлига Греции | Кубок Греции   | Кубок Греции   | Суперкубок Греции | Суперкубок Греции | Европа  | Европа  | Другое | Другое | Всего | Всего |
| Клуб             | Сезон   | Игр              | Голов            | Передач          | Игр            | Голов          | Игр               | Голов             | Игр     | Голов   | Игр    | Голов  | Игр   | Голов |
| Панатинаикос     | 2010/11 | 25               | 1                | 1                | 0              | 0              | 0                 | 0                 | 5       | 0       | 0      | 0      | 30    | 1     |
| Панатинаикос     | 2009/10 | 24               | 0                | 1                | 3              | 0              | 0                 | 0                 | 13      | 0       | 0      | 0      | 40    | 0     |
| Панатинаикос     | 2008/09 | 29               | 3                | 1                | 1              | 0              | 0                 | 0                 | 9       | 0       | 2      | 0      | 41    | 3     |
| Панатинаикос     | Всего   | 78               | 4                | 3                | 4              | 0              | 0                 | 0                 | 27      | 0       | 2      | 0      | 111   | 4     |
| Клуб             | Сезон   | Премьер-лига     | Премьер-лига     | Премьер-лига     | Кубок Англии   | Кубок Англии   | Кубок Лиги        | Кубок Лиги        | Европа  | Европа  | Другое | Другое | Всего | Всего |
| Клуб             | Сезон   | Игр              | Голов            | Передач          | Игр            | Голов          | Игр               | Голов             | Игр     | Голов   | Игр    | Голов  | Игр   | Голов |
| Арсенал          | 2007/08 | 17               | 1                | 1                | 3              | 0              | 3                 | 0                 | 6       | 0       | 0      | 0      | 29    | 1     |
| Арсенал          | 2006/07 | 34               | 10               | 1                | 3              | 0              | 1                 | 0                 | 9       | 1       | 0      | 0      | 47    | 11    |
| Арсенал          | 2005/06 | 33               | 2                | 1                | 1              | 0              | 3                 | 1                 | 10      | 1       | 1      | 0      | 48    | 4     |
| Арсенал          | 2004/05 | 13               | 0                | 1                | 2              | 0              | 0                 | 0                 | 1       | 0       | 1      | 1      | 17    | 1     |
| Арсенал          | 2003/04 | 32               | 4                | 1                | 3              | 0              | 1                 | 0                 | 8       | 0       | 1      | 0      | 45    | 4     |
| Арсенал          | 2002/03 | 35               | 0                | 2                | 3              | 0              | 0                 | 0                 | 12      | 2       | 1      | 1      | 51    | 3     |
| Арсенал          | Всего   | 164              | 17               | 7                | 15             | 0              | 8                 | 1                 | 46      | 4       | 4      | 2      | 237   | 24    |
| Клуб             | Сезон   | Серия A          | Серия A          | Серия A          | —              | —              | —                 | —                 | —       | —       | —      | —      | Всего | Всего |
| Клуб             | Сезон   | Игр              | Голов            | Передач          | Игр            | Голов          | Игр               | Голов             | Игр     | Голов   | Игр    | Голов  | Игр   | Голов |
| Атлетико Минейро | 2001    | 24               | 3                | —                | —              | —              | —                 | —                 | —       | —       | —      | —      | 24    | 3     |
| Атлетико Минейро | 2000    | 38               | 1                | —                | —              | —              | —                 | —                 | —       | —       | —      | —      | 38    | 1     |
| Атлетико Минейро | Всего   | 62               | 4                | —                | —              | —              | —                 | —                 | —       | —       | —      | —      | 62    | 4     |
| Клуб             | Сезон   | Серия A          | Серия A          | Серия A          | —              | —              | —                 | —                 | —       | —       | —      | —      | Всего | Всего |
| Клуб             | Сезон   | Игр              | Голов            | Передач          | Игр            | Голов          | Игр               | Голов             | Игр     | Голов   | Игр    | Голов  | Игр   | Голов |
| Америка Минейро  | 1999    | 20               | 1                | —                | —              | —              | —                 | —                 | —       | —       | —      | —      | 20    | 1     |
| Америка Минейро  | 1998    | —                | —                | —                | —              | —              | —                 | —                 | —       | —       | —      | —      | —     | —     |
| Америка Минейро  |         | Серия B          | Серия B          | Серия B          | —              | —              | —                 | —                 | —       | —       | —      | —      | —     | —     |
| Америка Минейро  | 1997    | —                | —                | —                | —              | —              | —                 | —                 | —       | —       | —      | —      | —     | —     |
| Всего за карьеру |         | 356              | 26               | 10               | 27             | 0              | 23                | 2                 | 76      | 4       | 6      | 2      | 488   | 35    |

| Сборная  | Сезон   | Игр    | Голов |
| -------- | ------- | ------ | ----- |
| Бразилия | 2001/02 | 14 (1) | 3     |
| Бразилия | 2002/03 | 05 (0) | 0     |
| Бразилия | 2003/04 | 08 (1) | 0     |
| Бразилия | 2004/05 | 04 (0) | 0     |
| Бразилия | 2005/06 | 09 (2) | 0     |
| Бразилия | 2006/07 | 14 (1) | 0     |
| Бразилия | 2007/08 | 11 (0) | 0     |
| Бразилия | 2008/09 | 14 (0) | 0     |
| Бразилия | 2009/10 | 14 (0) | 0     |
| Всего    |         | 93     | 3     |

(В скобки заключены неофициальные матчи, которые не учитываются в общую статистику)
| #  | Дата           | Место                           | Соперник | Счёт | Результат | Турнир            |
| -- | -------------- | ------------------------------- | -------- | ---- | --------- | ----------------- |
| 1. | 31 января 2002 | Серра Доурада, Гояния, Бразилия | Боливия  | 2:0  | 6:0       | Товарищеский матч |
| 2. | 31 января 2002 | Серра Доурада, Гояния, Бразилия | Боливия  | 3:0  | 6:0       | Товарищеский матч |
| 3. | 7 марта 2002   | Жозе Фражелли, Куяба, Бразилия  | Исландия | 4:0  | 6:1       | Товарищеский матч |

## Достижения
«Америка Минейро»
- Серебряный призёр чемпионата штата Минас-Жерайс: 1999
- Чемпион Бразильской Серии B: 1997
- Обладатель Кубка Сул-Минас: 2000
- Итого: 2 трофея

«Атлетико Минейро»
- Чемпион штата Минас-Жерайс: 2000
- Серебряный призёр чемпионата штата Минас-Жерайс: 2001
- Обладатель Кубка Либертадорес: 2013
- Итого: 2 трофея

«Арсенал» (Лондон)
- Чемпион Премьер-лиги: 2003/04
- 2-е место Премьер-лиги (2): 2002/03, 2004/05
- Обладатель Кубка Англии (2): 2002/03, 2004/05
- Финалист Кубка Футбольной лиги: 2006/07
- Обладатель Суперкубка Англии (2): 2002, 2004
- Финалист Суперкубка Англии (2): 2003, 2005
- Финалист Лиги чемпионов УЕФА: 2005/06
- Итого: 5 трофеев

«Панатинаикос»
- Чемпион Греции: 2009/10
- Серебряный призёр чемпионата Греции: 2010/11
- Бронзовый призёр чемпионата Греции: 2008/09
- Обладатель Кубка Греции: 2009/10
- Итого: 2 трофея

Сборная Бразилии
- Чемпион мира: 2002
- Обладатель Кубка конфедераций (2): 2005, 2009
- Обладатель Кубка Америки: 2007
- Итого: 4 трофея

## Вне футбола

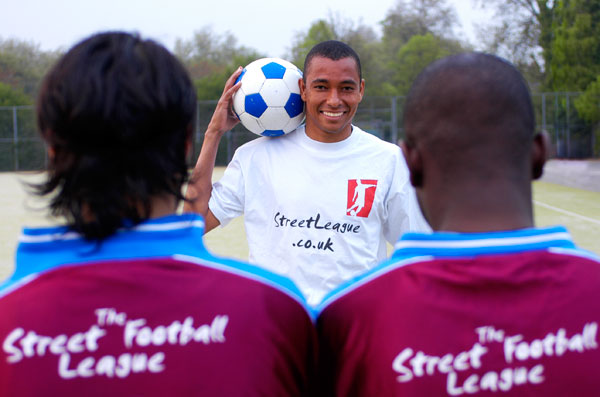
Жилберту на фотосессии Уличной Лиги

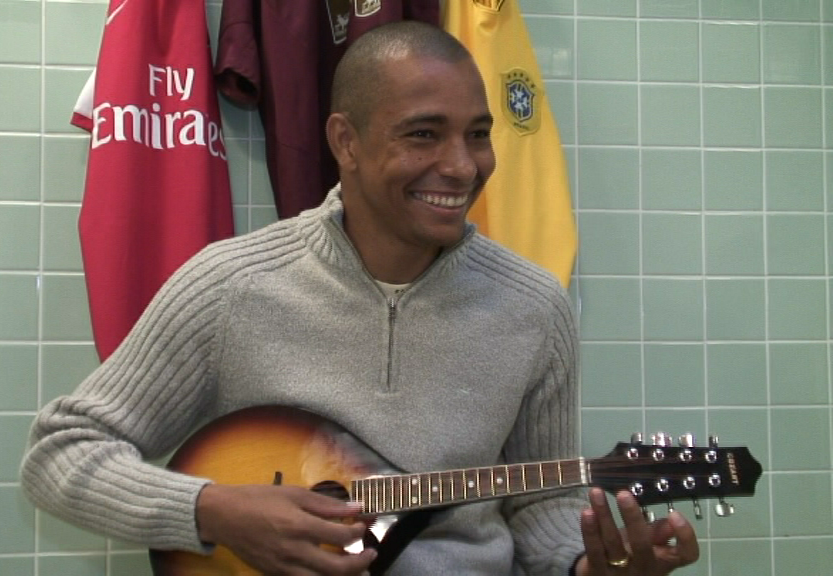
Жилберту играет на мандолине

В одном из интервью Жилберту сказал, что после завершения футбольной карьеры он хотел бы «жить на маленькой ферме, ездить на лошади, и чтобы вся семья была рядом».
Он создал Уличную Лигу, британскую благотворительную организацию, которая проводит футбольные матчи для бездомных, беженцев и лиц, ищущих убежища. В июне 2003 года Жилберту поехал в тур по Бразилии с 17-ю игроками Уличной Лиги. Тур включал посещение его родного города, Лагоа-да-Прата и игру против команд местных фавел на стадионе «Маракана».
Жилберту является большим любителем музыки. В свободное время он играет на мандолине и гитаре. Когда он впервые приехал в Англию, он взял уроки мандолины и играл в местном пабе в городе Сент-Олбанс. Позже он начал учиться играть на гитаре. Как и многие бразильские футболисты, он играл самбу с товарищами по «Селесао», когда они отдыхали в перерывах между матчами.
В его честь в Лондонском зоопарке назван гигантский муравьед. Жилберту «усыновил» животное, которое получил от победителя конкурса Лондонского зоопарка. Футболист назвал южноамериканское животное «мой чуть более волосатый брат».